# Trop belle pour toi
Trop belle pour toi (bra: Linda Demais para Você; prt: Bela Demais para Ti) é um filme francês de comédia romântica de 1989 escrito e dirigido por Bertrand Blier. Estrelado por Gérard Depardieu, Carole Bouquet e Josiane Balasko, o filme venceu o Grand Prix do Festival de Cannes e ganhou cinco prêmios César, incluindo o de melhor filme.

## Premissa
Bernard Barthélémy (Gérard Depardieu), dono de uma concessionária de carros da BMW, é casado com uma mulher excepcionalmente bonita, Florence (Carole Bouquet), mas se apaixona pela sua secretária temporária Colette (Josiane Balasko), uma moça de aparência comum, mas de bom coração. O filme apresenta sequências de fantasia surreais e uma narrativa não-linear.

## Elenco
- Josiane Balasko como Colette
- Carole Bouquet como Florence
- Gérard Depardieu como Bernard Barthélémy
- Rolland Blanche como Marcello
- François Cluzet como Pascal
- Didier Bénureau como Léonce
- Philippe Loffredo como Tanguy
- Sylvie Orcier como Marie-Catherine
- Myriam Boyer como Geneviève
- Flavien Lebarbé como O Filho
- Juana Marques como A Filha
- Denise Chalem como Lorène
- Jean-Louis Cordina como Gaby
- Stéphane Auberghen como Paula

## Prêmios
- 1989 Grand Prix no Festival de Cannes[4]
- 1990: venceu cinco prêmios César:
  - César de melhor filme
  - César de melhor roteiro original ou adaptado
  - César de melhor diretor
  - César de melhor atriz (Carole Bouquet)
  - César de melhor montagem